# Gribskovbanens Driftsselskab
Gribskovbanens Driftsselskab (GDS) of Gribskovbanen, genoemd naar de spoorlijnen Gribskovbanen, was een private spoorwegmaatschappij in het noordwesten van Seeland in Denemarken, opgericht op 7 januari 1880.

## Geschiedenis
De GDS exploiteerde sinds 20 januari 1880 de spoorlijn tussen Hillerød en Græsted met drie treinenparen per dag. Op 14 mei 1896 werd de lijn verlengd tot Gilleleje. In de zomer reden vier treinen per richting over het gehele traject, in de winter drie treinen per richting.
Een jaar later, op 15 juli 1897, werd de aftakking van Kagerup naar Helsinge geopend. De laatste uitbreiding vond plaats op 11 juli 1924 met de opening van de verlenging van Helsinge naar Tisvildeleje.
Per 1 april 1961 ging de GDS een samenwerkingsverband met Hillerød-Frederiksværk-Hundested Jernbane (HFHJ) aan. Beide maatschappijen bleven afzonderlijk, maar onder andere het materieelbeheer werd gezamenlijk uitgevoerd. Dit was te zien aan de opschriften "GDS-HFHJ" op het materieel.
In mei 2002 fuseerden de meeste private spoorwegmaatschappijen op Seeland, waaronder ook de GDS en HFHJ, in de nieuwe spoorwegmaatschappijen Hovedstadens Lokalbaner (beheer van infrastructuur en materieel) en Lokalbanen (exploitatie van de treindiensten).

## Materieel
GDS-HFHJ beschikte tot voor de fusie in mei 2002 over dieseltreinstellen van het type Lynette en IC2 voor de reizigersdienst.